# حالات عشق مجنون
حالات عشق مجنون کتابی از جلال ستاری است که در سال ۱۳۶۷ منتشر و در مراسم کتاب سال جمهوری اسلامی ایران به‌عنوان کتاب شایسته تقدیر معرفی شد.